# Elecciones generales de Honduras
Las elecciones generales de Honduras, se realizan cada último domingo de noviembre de cada cuatro años, durante el cuarto año de haber ejercido al cargo el actual gobierno electo y un año después de haber realizado las elecciones primarias donde se eligen los candidatos presidenciales de cada partido político . En ellas se renovaron los titulares de los cargos de elección popular de la República de Honduras, estos son:
- Presidente de Honduras: Jefe de Estado de Honduras que ejercerá las funciones de dirección del Poder Ejecutivo de Honduras por mandato del pueblo. Sustituirá a Xiomara Castro del Libertad y Refundación.
- 128 diputados al Congreso de Honduras.
- 20 diputados al Parlamento Centroamericano.
- 298 alcaldes y 298 vicealcaldes, así como 2092 regidores.[1]

De acuerdo a datos del Registro Nacional de las Personas (RNP), existen más de 5 355 112 hondureños aptos para ejercer el sufragio. Además, hay un crecimiento de 890 mil electores que estarán habilitados para votar por primera vez en las elecciones generales; sin embargo, el censo solo creció en 744 mil, debido a que hay un registro de unas cien mil personas que fallecieron en este tiempo.
El aumento en el censo tendrá un impacto en el número de mesas electorales, por lo que, de acuerdo al Tribunal Supremo Electoral (TSE), se acondicionan más de 5 mil centros de votación, que representan más de 16 mil mesas electorales receptoras que serán instaladas en diversos puntos del territorio hondureño.
Según la Constitución de Honduras de 1982, (en vigencia actual) pueden ejercer el derecho a sufragio los ciudadanos, o sea, quienes hayan cumplido 18 años de edad y no han sido condenados a una pena aflictiva. Para participar en las elecciones se requiere estar previamente inscrito en los registros electorales y presentar la cédula de identidad. Los requisitos para inscribirse son: ser mayor de 18 años de edad al día de la elección y gozar nacionalidad hondureña.

## Elecciones primarias en Honduras
Previo a las elecciones generales se seleccionan los candidatos presidenciales para cada partido durante las elecciones primarias, que se realizan durante el tercer año del gobierno del actual gobierno. Los ganadores de cada partido contienden por la presidencia el siguiente año durante las elecciones generales.

## Observación del Proceso
De acuerdo a diarios locales en el proceso de elecciones generales suelen monitorear los procesos decenas de miles de observadores nacionales e internacionales que velaron por la transparencia del proceso. Entre las organizaciones que destacan se encuentra la participación de la Organización de Estados Americano (OEA) y el Sistema Integrado de Escrutinio y Divulgación Electoral (Siede).
La jefa de la delegación del Parlamento Europeo, Pilar Ayuso expresó antes de iniciado el proceso a medios locales que “esta es una gran oportunidad para todo el pueblo hondureño para elegir su futuro libremente, les invitamos a que todos voten, que efectivamente no se dejen comprar el voto, que voten a conciencia y siempre pensando en el bien del país”.
Asimismo manifestó algunas recomendaciones en el Informe Final Sobre las Elecciones Generales, entre las que se encuentran la despolitización del TSE; el establecimiento de un límite de gasto por parte de las organizaciones políticas; la mejora en la transparencia del origen de los recursos; también se recomienda prohibir la propaganda institucional de gobierno durante la campaña ya que esto genera una presencia desigual en los medios de comunicación; la inclusión de un marco legal que garantice la cobertura equitativa de las organizaciones políticas en los medios de comunicación; la inclusión de los pueblos indígenas, la mujer, entre otras recomendaciones a futuro; sin embargo, concluye el informe que a pesar de todo el proceso fue normal dentro de la tradición electoral hondureña.

## Transmisión de datos
De acuerdo a disposiciones del TSE, el cierre de votaciones estaba previsto a concluir a las 4:00 p. m. de la tarde aunque en algunas ocasiones suele extenderse el período de votación hasta las 5:00 p. m., hora que dio inicio el escrutinio y transmisión de los datos preliminares de la votación.
El recuento de los votos suele tardar varias horas e incluso prolongarse hasta las 24 horas.

## Elecciones generales de Honduras
En la historia de la nación hondureña, se han realizado las  elecciones generales:

### SigloXIX
- Elecciones generales de Honduras de 1855
- Elecciones generales de Honduras de 1859
- Elecciones generales de Honduras de 1863
- Elecciones generales de Honduras de 1866
- Elecciones generales de Honduras de 1869
- Elecciones generales de Honduras de 1874
- Elecciones generales de Honduras de 1877
- Elecciones generales de Honduras de 1881
- Elecciones generales de Honduras de 1883
- Elecciones generales de Honduras de 1887
- Elecciones generales de Honduras de 1891
- Elecciones generales de Honduras de 1893
- Elecciones generales de Honduras de 1894
- Elecciones generales de Honduras de 1899

### SigloXX
- Elecciones generales de Honduras de 1902
- Elecciones generales de Honduras de 1907
- Elecciones generales de Honduras de 1911
- Elecciones generales de Honduras de 1916
- Elecciones generales de Honduras de 1919
- Elecciones generales de Honduras de 1923
- Elecciones generales de Honduras de 1924
- Elecciones generales de Honduras de 1928
- Elecciones generales de Honduras de 1932
- Elecciones generales de Honduras de 1948
- Elecciones generales de Honduras de 1957
- Elecciones generales de Honduras de 1971
- Elecciones generales de Honduras de 1981
- Elecciones generales de Honduras de 1985
- Elecciones generales de Honduras de 1989
- Elecciones generales de Honduras de 1993
- Elecciones generales de Honduras de 1997

### SigloXXI
- Elecciones generales de Honduras de 2001
- Elecciones generales de Honduras de 2005
- Elecciones generales de Honduras de 2009
- Elecciones generales de Honduras de 2013
- Elecciones generales de Honduras de 2017
- Elecciones generales de Honduras de 2021
- Elecciones generales de Honduras de 2025

### Presidentes que culminaron y posiblemente culminarán si no acontece en su periodo de gobierno
Honduras ha contado con muchos presidentes, de ellos solo trece han completado su periodo presidencial y dado paso otro gobierno electo democraticamente. Uno reeligió y uno en gobierno y otro por definir. La lista de ellos se explica en la siguiente tabla:
| Número | Presidente                    | Elecciones presidenciales                                                         | Periodo de gobierno                                                             |
| ------ | ----------------------------- | --------------------------------------------------------------------------------- | ------------------------------------------------------------------------------- |
| 1.º    | José Santos Guardiola         | Elecciones generales de Honduras de 1855                                          | 1856 a 1859                                                                     |
| 2.º    | Policarpo Bonilla             | Elecciones generales de Honduras de 1894                                          | 1 de febrero de 1895-1 de febrero de 1899                                       |
| 3.º    | Terencio Sierra               | Elecciones generales de Honduras de 1899                                          | 1 de febrero de 1899-1 de febrero de 1903                                       |
| 4.º    | Miguel Paz Barahona           | Elecciones generales de Honduras de 1924                                          | 1 de febrero de 1925-1 de febrero de 1929                                       |
| 5.º    | Vicente Mejía Colindres       | Elecciones generales de Honduras de 1928                                          | 1 de febrero de 1929-1 de febrero de 1933                                       |
| 6.º    | Juan Manuel Gálvez            | Elecciones generales de Honduras de 1948                                          | 1 de enero de 1949-5 de diciembre de 1954                                       |
| 7.º    | Roberto Suazo Córdova         | Elecciones generales de Honduras de 1981                                          | 27 de enero de 1982-27 de enero de 1986                                         |
| 8.º    | José Azcona del Hoyo          | Elecciones generales de Honduras de 1985                                          | 27 de enero de 1986-27 de enero de 1990                                         |
| 9.º    | Rafael Leonardo Callejas      | Elecciones generales de Honduras de 1989                                          | 27 de enero de 1990-27 de enero de 1994                                         |
| 10.º   | Carlos Roberto Reina Idiáquez | Elecciones generales de Honduras de 1993                                          | 27 de enero de 1994-27 de enero de 1998                                         |
| 11.º   | Carlos Flores Facussé         | Elecciones generales de Honduras de 1997                                          | 27 de enero de 1998-27 de enero de 2002                                         |
| 12.º   | Ricardo Maduro                | Elecciones generales de Honduras de 2001                                          | 27 de enero de 2002-27 de enero de 2006                                         |
| 13.º   | Porfirio Lobo                 | Elecciones generales de Honduras de 2009                                          | 27 de enero de 2010-27 de enero de 2014                                         |
| 14.º   | Juan Orlando Hernández        | Elecciones generales de Honduras de 2013 Elecciones generales de Honduras de 2017 | 27 de enero de 2014-27 de enero de 2018 27 de enero de 2018-27 de enero de 2022 |
| 15.º   | Xiomara Castro                | Elecciones generales de Honduras de 2021                                          | 27 de enero de 2022-27 de enero de 2026                                         |
| 16.º   | por definir                   | Elecciones generales de Honduras de 2025                                          | 27 de enero de 2026-27 de enero de 2030                                         |